# Common Courtesy
Common Courtesy è il quinto album in studio del gruppo musicale statunitense A Day to Remember, pubblicato indipendentemente nel 2013.
L'album è il primo della band a raggiungere le classifiche di Austria, Belgio e Germania, oltre a superare i precedenti in Australia e Regno Unito, nonostante sia stato pubblicato senza alcuna promozione o supporto di nessuna etichetta in seguito alla causa legale che coinvolgeva gli A Day to Remember e la Victory Records in quegli anni. A dicembre 2013 l'album ha venduto 92 874 copie nei soli Stati Uniti. A maggio è arrivato alla cifra di 200 000 copie vendute.

## Il disco

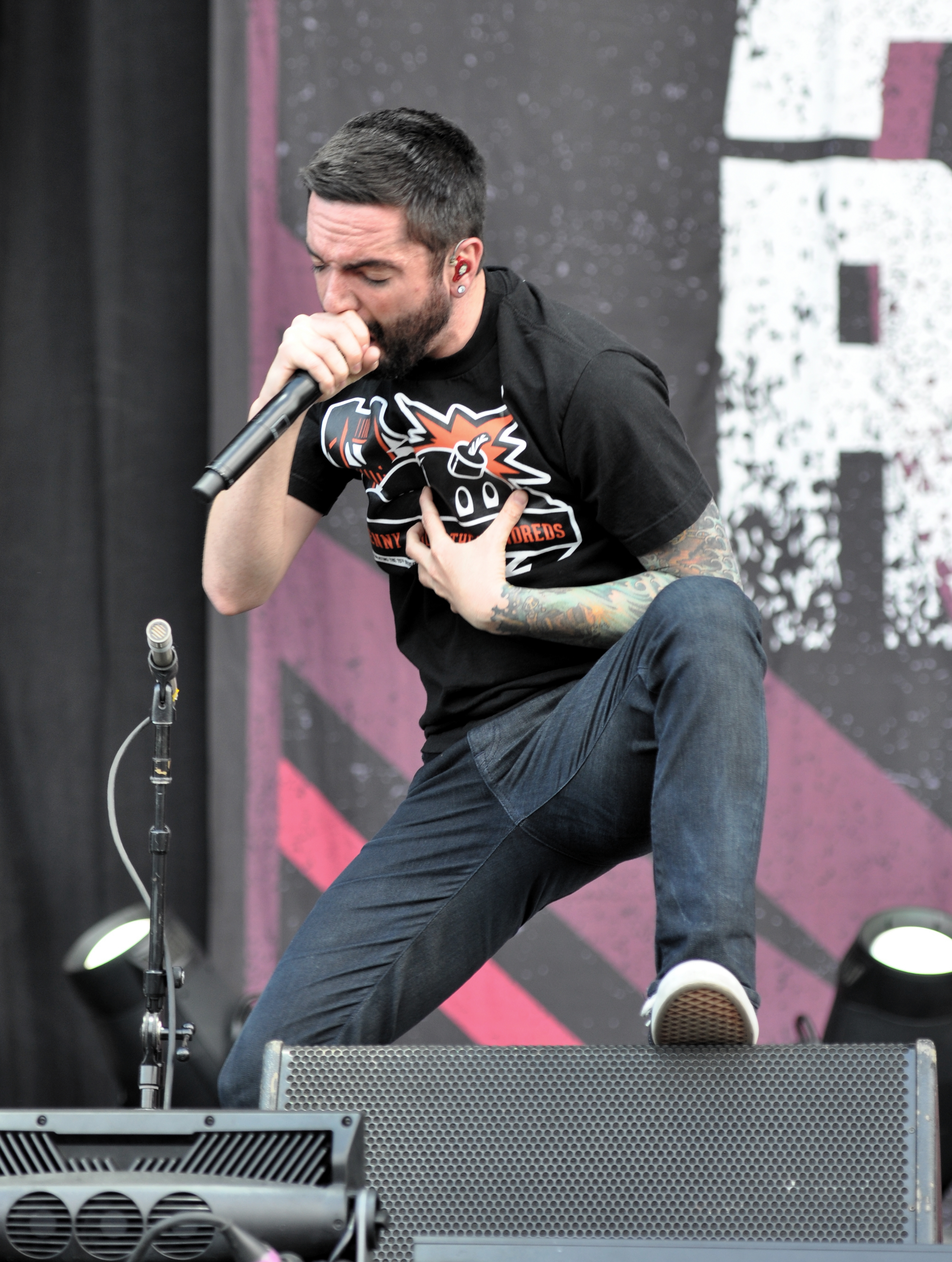
Il frontman della band Jeremy McKinnon

### Produzione e anticipazioni
Trovandosi ancora in una causa legale iniziata nel 2011 con la loro etichetta Victory Records, gli A Day to Remember iniziano le registrazioni per il loro quinto album di inediti indipendentemente, lavorando con gli amici e collaboratori di vecchia data Andrew Wade, Chad Gilbert e Tom Denney. L'8 maggio viene svelato che il titolo del loro nuovo lavoro sarà Common Courtesy. Il 19 marzo 2013 viene annunciato che le registrazioni del disco sono state completate, e inizia la fase di missaggio del disco.
Il 23 agosto viene pubblicato il primo di una serie di cinque video a sfondo umoristo/demenziale dedicata al nuovo album chiamata Common Courtesy - The Series, alla cui fine viene annunciato che la data di pubblicazione per il nuovo album è stata fissata per l'8 ottobre 2013. La notizia viene successivamente confermata dal cantante Jeremy McKinnon sul suo profilo Twitter.

### Promozione
Il 3 dicembre viene aggiunto sul sito della band un conto alla rovescia per il 21 dicembre. Al termine di esso, è stata pubblicata una nuova canzone, Violence (Enough Is Enough), che farà parte del nuovo album.
Il 21 marzo 2013 la band porta al debutto durante un concerto ad Atlanta un altro brano inedito, chiamato Right Back at It Again. Dead & Buried, altro nuovo brano, viene invece suonato per la prima volta a Broomfield l'11 settembre.
Il 7 ottobre viene annunciato dalla band su Twitter che Right Back at It Again è stato pubblicato come primo singolo estratto dal nuovo album. A dicembre 2013 il singolo entra nella classifica di Billboard Alternative Songs, raggiungendo il 40º posto. Nel marzo 2014 viene pubblicato come secondo singolo estratto dall'album la power ballad End of Me, di cui viene anche pubblicato un video musicale nel giugno 2014, realizzato con la direzione di Shane Drake. Il 6 novembre 2014 viene pubblicato anche un video ufficiale per I'm Already Gone, a cui ne segue un altro realizzato per City of Ocala, pubblicato il 9 marzo 2015.

### Pubblicazione
In un'intervista del 10 settembre McKinnon conferma che la causa legale con la Victory Records è ancora in corso, e che non sa se l'album verrà pubblicato tramite l'etichetta o indipendentemente. Il 23 settembre viene rivelata la copertina dell'album, che consiste nel disegno di un uomo di spalle (caratteristica delle copertine di tutti i precedenti album in studio della band) davanti a una folla di persone all'interno di due C poste su uno sfondo color crema, e viene reso disponibile il preordine dell'album sul sito ufficiale del gruppo.
Il 5 ottobre arriva la notizia che gli A Day to Remember hanno avuto il permesso da parte della corte di pubblicare il loro album indipendentemente, anche se saranno costretti a pubblicare almeno altri due album per la Victory Records. Jeremy McKinnon si rivela contrariato, contestando il fatto che i due DVD pubblicati nelle edizioni speciali dei precedenti album non sono stati presi in considerazione come album previsti dal contratto con la Victory.
L'album è stato reso disponibile per l'acquisto esclusivamente sul sito ufficiale della band l'8 ottobre 2013. Successivamente viene rivelato che la versione completa dell'album conterrà tre tracce aggiuntive e che uscirà in Europa il 22 novembre e in Nord America il 25 novembre, sia in formato digitale nei principali portali musicali che in formato fisico. La versione CD contiene anche un DVD bonus con quattro dei cinque episodi della webserie Common Courtesy - The Series. La versione LP dell'album è stata invece resa disponibile per l'acquisto dal 20 gennaio 2014. Successivamente è stata pubblicata anche un'edizione deluxe contenente le stesse tracce dell'edizione standard ma con l'aggiunta del video di Right Back at It Again e un video dedicato al tour del 2013 della band. In aggiunta, nel dicembre 2015, viene pubblicata un'edizione limitata dell'album chiamata Shark Attack Edition, consistente in due LP raccolti in una custodia "strappata" a metà, in modo da sembrare essere stata morsa da uno squalo. Questo formato viene reso disponibile in sole 2 000 copie per essere venduto sul sito ufficiale degli A Day to Remember e in Australia durante il "Big Ass Tour" con i The Amity Affliction.

| Recensione          | Giudizio |
| ------------------- | -------- |
| AbsolutePunk        |          |
| AllMusic            |          |
| Alternative Press   |          |
| Alter the Press!    |          |
| Examiner.com        |          |
| Hightlight Magazine |          |
| Kerrang!            |          |
| Renowned for Sound  |          |
| Rock Sound          |          |

## Accoglienza
Lo stile dell'album è stato giudicato diverso dagli altri degli A Day to Remember soprattutto per quanto riguarda lo stile dei testi, anche se la caratteristica scelta di combinare pop punk e metalcore nelle proprie canzoni viene nuovamente confermata. Anche Brendan Manley di Alternative Press ha definito l'album "un classico disco degli A Day to Remember, in tutti sensi", ma aggiungendo che "tra tutti i brani, sono quelli pop punk a prevalere, dando vita ai momenti più memorabili dell'album". Siti specializzati come AllMusic e Renowned for Sound hanno lodato il gruppo per essere riuscito a creare un album originale e fresco che "mostra ancora una volta la loro impressionante versatilità come musicisti e autori".
L'album è stato classificato al quarto posto nella classifica dei migliori 50 album del 2013 realizzata da Rock Sound, venendo definito "il glorioso inizio di un nuovo capitolo [del gruppo], piuttosto che la sua agonizzante fine". È stato inoltre posizionato all'ottavo posto da The Rock Revival nella sua classifica dei migliori album rock del 2013.

## Tracce
Testi di Jeremy McKinnon. Gli autori delle musiche sono indicati accanto alla traccia.
CD, LP, download digitale
1. City of Ocala – 3:29 (McKinnon, Denney, Gilbert)
2. Right Back at It Again – 3:20 (McKinnon, Denney, Westfall, Wade)
3. Sometimes You're the Hammer, Sometimes You're the Nail – 4:34 (McKinnon, Denney, Westfall, Quistad, Wade)
4. Dead & Buried – 3:13 (McKinnon, Denney, Gilbert)
5. Best of Me – 3:27 (Denney, Westfall, Skaff, Wade, Gilbert)
6. I'm Already Gone – 4:04 (McKinnon, Skaff, Wade)
7. Violence (Enough Is Enough) – 4:01 (McKinnon, Westfall, Denney, Skaff, Wade)
8. Life @ 11 – 3:22 (McKinnon, Denney, Wade, Gilbert)
9. I Surrender – 3:34 (McKinnon, Wade, Gilbert)
10. Life Lessons Learned the Hard Way – 2:17 (McKinnon, Denney, Westfall)
11. End of Me – 3:57 (McKinnon, Wade, Gilbert)
12. The Document Speaks for Itself – 4:43 (McKinnon, Skaff, Westfall, Wade)
13. I Remember – 9:04 (McKinnon, Denney, Wade)
14. Leave All the Lights On – 3:31 (McKinnon, Wade)
15. Good Things – 2:59 (McKinnon, Wade, Gilbert)
16. Same Book but Never the Same Page – 4:06 (McKinnon, Skaff, Westfall, Wade, Gilbert)

DVD (edizione standard)
1. Black Crow – 7:27
2. Guitar Vibes – 8:00
3. Spiritual Uplifting – 7:34
4. The Finale – 7:29

DVD (edizione deluxe)
1. "Common Courtesy" (The Series)
2. "Right Back at It Again" Music Video
3. 2013 Tour Slideshow

## Formazione
A Day to Remember
- Jeremy McKinnon – voce
- Kevin Skaff – chitarra solista, voce secondaria
- Neil Westfall – chitarra ritmica
- Joshua Woodard – basso
- Alex Shelnutt – batteria, percussioni

Produzione
- Jeremy McKinnon – produzione, direzione artistica
- Andrew Wade – produzione, ingegneria
- Chad Gilbert – produzione
- Ken Andrews – missaggio
- Ted Jensen – mastering
- Tony Moore – copertina
- Mike Cortada – illustrazioni
- Adam Elmakias – foto
- Micah Bell – logo

## Classifiche
| Classifica (2013)          | Posizione massima |
| -------------------------- | ----------------- |
| Australia                  | 13                |
| Austria                    | 40                |
| Belgio (Fiandre)           | 188               |
| Germania                   | 48                |
| Regno Unito                | 57                |
| Regno Unito (download)     | 24                |
| Regno Unito (rock & metal) | 1                 |
| Stati Uniti                | 37                |
| Stati Uniti (independent)  | 4                 |
| Stati Uniti (alternative)  | 5                 |
| Stati Uniti (hard rock)    | 1                 |
| Stati Uniti (rock)         | 8                 |

## Date di pubblicazione
| Paese        | Data             | Formato                       |
| ------------ | ---------------- | ----------------------------- |
| Mondo        | 8 ottobre 2013   | Download digitale (anteprima) |
| Europa       | 22 novembre 2013 | Download digitale             |
| Nord America | 25 novembre 2013 | Download digitale             |
| Mondo        | 25 novembre 2013 | CD+DVD                        |
| Giappone     | 26 novembre 2013 | Download digitale             |
| Oceania      | 29 novembre 2013 | Download digitale             |
| Mondo        | 20 gennaio 2014  | LP                            |
| Mondo        | 4 febbraio 2014  | CD+DVD (edizione deluxe)      |
| Mondo        | 9 dicembre 2015  | 2 LP (edizione Shark Attack)  |